# Våbenstilstanden i Pljussa
Våbenstilstanden i Pljussa var en våbenhvile, som blev indgået mellem Storfyrstendømmet Moskva og Kongeriget Sverige den 10. august 1583 ved floden Narvas højre biflod Pljussas udmunding. Våbenstilstanden afsluttede fjendtlighederne mellem Moskva og Sverige under Livlandske krig og blev i 1585 forlænget.

## Baggrund
Den militære situation før starten på fredsforhandlingerne var, at den svenske hærfører Pontus De la Gardie 1580-1582 havde erobret Karelen, på det Karelske Næs: Käkisalmi, Schlossburgi; Narva; i Ingermanland: Ivangorod, Jama og Nöteborg, Käkisalmi, Koporje. De russiske tropper blev tvunget til at forlade Nordestland.
I en samtidig krig med den polske konge og storfyrste af Litauen Stefan Batory havde Rzeczpospolitas styrker erobret Pskov, og zar Ivan 4. blev tvunget til at indgå Jam-Zapolski-fredsaftalen med den Polsk-litauiske realunion.

## Våbenhvilens indledende forhandlinger
Forud for våbenhvileforhandlingerne foregik indledende forhandlinger i maj 1583, hvorved blev aftalt midlertidig våbenhvile for en to måneders (juni-juli) periode.

## Pljussa-våbenhvileaftalen 1583
Resultaterne af fredsforhandlingerne var:
- En våbenhvileaftale blev indgået (spørgsmålene om de omstridte områders forvaltning kunne ikke løses og en fredsaftalblev ikke underskrevet)
- Der blev ikke indgået aftale om at udveksle krigsfanger, fordi svenskerne krævede, at for hver russisk fange skulle frigives 3 (finner, svenskere og tyskere) i bytte. Aftalen om fangernes frigivelse blev udarbejdet af Gdovs voivod Mikhail Golovin, og viceregent i Narva Karl Henriksson Horn.

Ved våbenhvilen i Pljussa fik Kongeriget Sverige følgende erobrede områder, som var blevet erobrede under den livlandske krig:
- Estland (Narva og Tartu)
- Ingermanland (Jama, Koporje, Ivangorod byer med de omkringliggende amter), og
- I Karelen (Kexholms län (finsk: Käkisalmi, russisk Корельский уезд), sammen med Käkisalmi slot (Корела), med de områder, der grænsede op til Ladoga-søen.

Storfyrstendømmet Moskva beholdt ved Neva-flodens munding Orekhovo amt og byerne Nöteborg (russisk: Orešeki (Schlüsselburg), finsk Pähkinälinna) med grænsen løbende på Karelske Næs langs floden Sestra.
I Ingermanland var grænsen mellem Sverige og Moskva (Koporje amt og Orekhovo amt) floden Strelna.
Pljussa-våbenhvile blev først underskrevet tre år senere i 1585, men blev forlænget indtil 1590.

## Pljussa-våbenhvileaftalen 1585
I 1585 den 28. december blev i Pljussa-våbenhvilen forlænget for en ny 4-årig periode fra den 6. januar 1586 til den 6. januar 1590 år.
Ved våbenhvile forhandlede:
- for Sverige: den svenske repræsentant første næstformand og regent af Livland og Ingermanland, baron Pontus De la Gardie; repræsentant fra Finland, næstformand regent, det svenske bestyrelsesmedlem Claes Åkesson Tott og Estlands komissær Claes Bielke;
- for Moskva: bojar, viceregent for Jaroslavl, fyrst Fjodor Šestunov; dumamedlem Ignati Tatištšev.

Resultaterne af fredsforhandlingerne:
- Våbenhvilen blev forlænget med yderligere fire år.
- Der blev planlagt gennemførelse af nye forhandlinger den 20. juli 1586 med henblik på en fredsaftale.

Under forhandlingerne af Pljussa-våbenhvile døde den 5. november 1585 Pontus De la Gardie under en sejltur fra Pljussa til Narva-floden.

## Betydning
Pljussa-våbenhvilen anses som en fredsaftale, der sammen den i 1582 indgåede Jam-Zapolski våbenhvile mellem Storfyrstendømmet Moskva og den Polsk-litauiske realunion sluttede den Livlandske krig.